# Lime Kiln Club Field Day
Lime Kiln Club Field Day, noto anche coi titoli Lime Kiln Field Day e Bert Williams: Lime Kiln Field Day, è un film del 2014 diretto da T. Hayes Hunter ed Edwin Middleton. Il film fu originariamente prodotto dalla Biograph Company e da Klaw ed Erlanger nel 1913, ma il progetto fu abbandonato dal duo in post-produzione e il film fu bloccato dalla casa di produzione, venendo proiettato dopo oltre cent'anni l'8 novembre 2014 a un festival del Museum of Modern Art. In termini di produzione, è ritenuto il più antico film conservato ad essere stato interpretato da attori afroamericani.
Nel 2014 il film è stato ritenuto "culturalmente, storicamente o esteticamente significativo" dalla Biblioteca del Congresso e selezionato per la conservazione nel National Film Registry.

## Trama
Bert, un uomo vitaiolo e intrigante, è alla ricerca della prossima occasione per far avanzare i suoi interessi. In qualità di membro del Lime Kiln Club guidato dal Fratello Gardner, diventa uno dei contendenti a vincere la mano della bellezza locale. Sostenuto da speculatori bianchi, il club organizza la sua giornata annuale per i cittadini neri che si riuniscono al di fuori del club e sfilano fino alla fiera guidati da una banda musicale. Le attività della giornata includono un pranzo a base di pollo fritto e gelato, lotte per delle scarpe sciolti e un maiale ingrassato, una gara di mangiate di melone, una vivace cakewalk, un giro su una giostra e una gara delle 100 iarde, che Bert vince contro un concorrente particolarmente basso.
Osservando un uomo con una brocca di gin, Bert vede che la bevanda viene nascosta in un pozzo e la recupera per assaggiarla prima di versarla accidentalmente nel pozzo. Imperterrito, egli scrive "Gin Spring" sulla recinzione di legno del pozzo e invita il pubblico ad assaggiare le gustose acque inquinate. Ritrovatosi improvvisamente imprenditore, vende la sua "scoperta" ai suoi rivali per una manciata di denaro contante e se ne va con la ragazza per una giornata di cibo e divertimento.

## Produzione

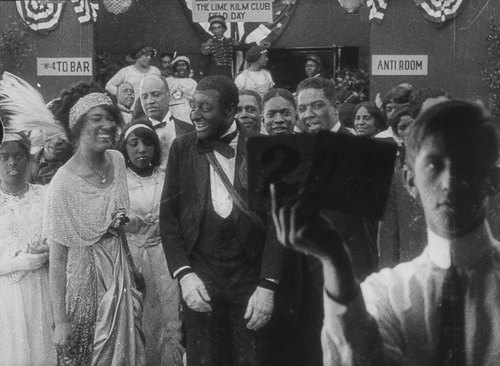
Cast artistico e tecnico del film

Capitanato dal celebre attore e cantante di musical Bert Williams, il cast coinvolge i pionieri dell'intrattenimento di Harlem Sam Lucas, Abbie Mitchell, J. Leubrie Hill, Emma Reed, Wes Jenkins, Walker Thompson, Billy Harper e altri artisti di teatro, tra cui i membri della compagnia di J. Leubrie Hill Darktown Follies.
La Biograph Company produsse il film con Marcus Klaw e A. L. Erlanger nel Bronx. Lime Kiln Club Field Day fu girato in esterni a New York e nel New Jersey utilizzando una cinepresa da 35 mm a 19fps. Dopo aver girato oltre un'ora di pellicola, i produttori Klaw ed Erlanger abbandonarono il progetto in fase di post-produzione, lasciando il film senza un titolo e bloccato dalla Biograph.

## Riscoperta e proiezioni
L'unico riferimento scritto al film fu trovato in un necrologio sul New York Age dell'agosto 1914 per Sam Corker Jr., un membro del cast tecnico. Il necrologio dichiarava: "Lo scorso autunno ha impiegato un gran numero di artisti di colore per la serie di film 'Lime Kiln Club' prodotta da Klaw ed Erlanger in cui sarà presente Bert A. Williams".
Nel 1939 Iris Barry, curatrice delle pellicole del Museum of Modern Art, salvò i rulli, che facevano parte della collezione di film antichi del MoMA. I negativi del film furono scoperti in una cache di 900 contenitori di film donati dalla Biograph quando aveva chiuso lo studio. Il MoMA creò la prima stampa del film nel 1976, intitolandolo Bert Williams: Lime Kiln Field Day. Il titolo del film proveniva da una delle fonti per la trama, uno spettacolo teatrale basato sull'immaginario club di neri Lime Kiln Club.
Non sono mai stati trovati sceneggiatura, didascalie o crediti di produzione del film. Esaminando il girato fotogramma per fotogramma, e assumendo un lettore di labiale per determinare il dialogo, i curatori del MoMA ricostruirono la narrazione del film. Oltre al girato, furono recuperate dal materiale inedito circa cento immagini fisse della produzione interrazziale, fornire la prova di uno sforzo storico. Le foto mostrano i due registi bianchi, Edwin Middleton e T. Hayes Hunter, e membri bianchi del cast tecnico.
Dopo essere stato in post-produzione per oltre cent'anni, il film restaurato è stato proiettato l'8 novembre 2014 presso il Museum of Modern Art nell'ambito del festival annuale "To Save and Project" dedicato alla conservazione della pellicola; a partire dal 24 ottobre estratti e fotogrammi del film erano in mostra al Roy and Niuta Titus Theater. Il 1º giugno 2015 il film è stato proiettato, con un accompagnamento al pianoforte dal vivo di Donald Sosin, al San Francisco Silent Film Festival.